# ガムラ・バンク・フーセット
ガムラ・バンク・フーセット（スウェーデン語: Gamla bankhuset）とは、スウェーデンのウメオにある昔の銀行の建物である。この建物は1877年に建てられたネオルネッサンス建築の黄色い石造りの2階建ての建物で、角が丸いのでバターの小皿（Smörasken）という愛称で呼ばれている。建物はテグス橋の北の北部ノールランド控訴裁判所の近くのストール通りの34番地にある。

## 建物
ガムラ・バンク・フーセットは1877年に市民技術軍団のVVK（Väg- och vattenbyggnadskåren）のアクセル・シーアデルバーリ（Axel Cederberg）が設計した典型的なルネッサンス様式の石造りの建物である。シーアデルバーリは当時の市の技術顧問だった。建物は2階建てで、黄色く塗られている。当初一階は銀行の広間や事務所で、二階には銀行の管理職が居た。また二階には6つの部屋がある大きなアパートと独身用の部屋があった。

## 歴史
ガムラ・バンク・フーセットはヴェステルボッテン個人銀行（Westerbottens enskilda banks）の最初の建物だった。1888年にウメオの大火が起き、銀行は中心街のより良い立地に新しい建物を作るかどうか検討した。結局、銀行は1894年に市庁舎公園の東のハンドルス・バンケン（Handelsbanken）にある新しい建物に移転し、ガムラ・バンク・フーセットは住居として使われるようになった。また、この建物は長年に渡って様々な商売に使われており、1936～1946年の間はヴェステルボッテン・ミュージアムの売店として使われ、1935～1954年の間はウメオ市図書館としても使われた。この建物は1980年に歴史的建造物に指定され 、現在は地元の電力会社のウメオ・エネフイが所有している。この建物は1992年に増改築が行われた。